# Sandspit
Sandspit est une communauté située dans la province de la Colombie-Britannique, sur l'Île Moresby.